# Rêmora
Rêmora (português brasileiro) ou rémora (português europeu) é o nome vulgar dos peixes da família Echeneidae, que possuem a primeira barbatana dorsal transformada numa ventosa, com a qual se fixam a outros animais como tubarões ou tartarugas, podendo assim viajar grandes distâncias.
É normalmente usada como exemplo de comensalismo.

## Espécies
- Género Echeneis
  - Echeneis naucrates Linnaeus, 1758.
  - Echeneis neucratoides Zuiew, 1786.
- Género Phtheirichthys
  - Phtheirichthys lineatus (Menzies, 1791).
- Género Remora
  - Remora australis (Bennett, 1840).
  - Remora brachyptera (Lowe, 1839).
  - Remora osteochir (Cuvier, 1829).
  - Remora remora (Linnaeus, 1758).
- Género Remorina
  - Remorina albescens (Temminck & Schlegel, 1850).